# SV Weiden
Der SV Weiden (vollständig: Schwimm-Verein Weiden 1921 e. V.) ist ein Sportverein aus Weiden in der Oberpfalz, der als Wasserball-Bundesligist bekannt geworden ist und zudem über eine große Schwimmabteilung verfügt. Der Verein spielte bis zur Saison 2015/16 in der Deutschen Wasserball-Liga. Außerdem gehört eine Eissportabteilung zum Verein.

## Verein
Der SVW wurde 1921 gegründet. Rund 5000 Mitglieder gehören dem Verein an. Beheimatet ist der SV Weiden im vereinseigenen Schätzlerbad, das Freizeitmöglichkeiten auf einer Fläche von 17 Hektar bietet. Neben dem 50-Meter-Sportbecken gibt es ein Wellenbad und ein Nichtschwimmerbecken sowie einen Naturbadeweiher und einen Bootsweiher. Zudem stehen ein Sportplatz sowie Kinderspielplatz zur Verfügung. Die dazugehörige Gaststätte ist ganzjährig geöffnet. Namensgeber des Bades war Hans Schätzler (1891–1943), der sich als damaliger Vorsitzender des Vereins und persönlicher Bürge für den erforderlichen Kredit besonders um den Bau des Bades verdient gemacht hatte.

## Wasserball

### Geschichte
In der jüngeren Geschichte der Wasserball-Abteilung musste der SV Weiden einen Neuanfang in der untersten Spielklasse starten. 1994 zog der Club seine Wasserball-Mannschaft, die zu diesem Zeitpunkt in der Regionalliga Süd gespielt hatte, aus personellen Gründen vom Spielbetrieb zurück. Der SVW hatte seine Jugendarbeit so sehr vernachlässigt, dass nicht gewährleistet war, in den folgenden Spielzeiten über genügend Spieler zu verfügen.
Über die Jugendarbeit wurde der Neuaufbau eingeleitet. Unter der Leitung der Jugendtrainer Sigi Luczak, Michael Schuster und Abteilungsleiter Irek Luczak meldeten die Weidener 2001 ihr neues Team zum Spielbetrieb in der Verbandsliga Bayern an, in der sie mit einer Mannschaft an den Start gingen, deren Altersdurchschnitt unter 16 Jahren lag. Gleich im ersten Jahr gelang der Aufstieg von der fünfthöchsten Spielklasse in die Oberliga Bayern, ein Jahr später die Rückkehr in die Regionalliga Süd. Von 2002 bis 2005 blieb der SVW in der Spielklasse, ehe sich Weiden als Zweiter für die Aufstiegsrunde zur 2. Liga qualifizierte. In dieser Runde erreichte der SVW den dritten von fünf Rängen, doch durch den Rückzug von Eintracht Braunschweig gelang der Aufstieg.
Nach der Abschaffung der eingleisigen 2. Bundesliga ging es in der Saison 2006/07 in der 2. Liga Süd weiter. Dort belegte Weiden den zweiten Platz. Weil der SC Neustadt/Weinstraße verzichtete, rückte der SVW in die Aufstiegsrunde zur 1. Bundesliga nach, in der der Aufstieg in die höchste Spielklasse gelang.
2007 ging dann erstmals in der Neu-Geschichte auch eine Zweitvertretung des Schwimmvereins in der Oberliga Bayern an den Start und schaffte, genauso wie die erste Mannschaft sieben Jahre zuvor, den direkten Aufstieg und spielt somit ab der Saison 2008/2009 in der 2. Wasserball-Liga Süd. Der SV Weiden ist somit in den zwei höchsten Spielklassen Deutschlands je einmal vertreten.
In der Saison 2009/10 schaffte das DWL-Team erstmals in der Vereinsgeschichte und fast schon sensationell den Einzug in die Play-offs der 1. Deutschen Wasserball-Liga. Als Dritter der Hauptrunde B konnte man in den Pre-Play-offs den Sechsten der Hauptrunde A und amtierenden Halbfinal-Teilnehmer SG Neukölln Berlin mit 3:1 nach Spielen schlagen und in die Top 8 des deutschen Wasserballs vorstoßen. Nach zwei Niederlagen im Play-off-Viertelfinale gegen Bayer Uerdingen stand am Ende ein starker sechster Rang zu Buche, welchem das Team auch die Teilnahme am Europapokal 2010/11 verdankte (siehe unten).
2010/11 ging der SV dann erstmals in der Hauptrunde A der 1. Deutschen Wasserball-Liga (also der Top 8 Deutschlands) an den Start und schaffte es erneut an den Play-offs bis zum Viertelfinale teilzunehmen. Dabei konnte das Team den sechsten Rang der Vorsaison wiederholen.

### Europapokal
Der sechste Rang der Saison 2009/10 und der freiwillige Verzicht von Bayer Uerdingen und W98/Waspo Hannover ermöglichte dem SV Weiden im Oktober 2010 erstmals im Wasserball-Europapokal zu starten. In der 1. Runde der LEN-Trophy musste sich der SVW am Ende gegen den montenegrinischen Titelverteidiger VA Cattaro (7:12), Frankreichs Dritten FNC Douai (5:12), den ukrainischen Vize-Meister Ilycheviets Mariupol (8:14) und Serbiens VK Zac (2:14) geschlagen geben. Auch wenn damit das Ausscheiden besiegelt war, machte das Team um Trainer Irek Luczak einen sehr guten Eindruck bei seinem Europa-Debüt.

### Übersicht Ligazugehörigkeit (seit Wiederaufbau)
| Saison  | Liga                                                                         |
| ------- | ---------------------------------------------------------------------------- |
| 2000/01 | Verbandsliga Bayern (5. Liga)                                                |
| 2001/02 | Oberliga Bayern (4. Liga)                                                    |
| 2002/03 | Regionalliga Süd (3. Liga)                                                   |
| 2003/04 | Regionalliga Süd (3. Liga)                                                   |
| 2004/05 | Regionalliga Süd (3. Liga)                                                   |
| 2005/06 | 2. Deutsche Wasserball-Liga (2. Liga)                                        |
| 2006/07 | 2. Wasserball-Liga Süd (2. Liga)                                             |
| 2007/08 | 1. Deutsche Wasserball-Liga (1. Liga) sowie Oberliga Bayern (3. Liga)        |
| 2008/09 | 1. Deutsche Wasserball-Liga (1. Liga) sowie 2. Wasserball-Liga Süd (2. Liga) |
| 2009/10 | 1. Deutsche Wasserball-Liga (1. Liga) sowie 2. Wasserball-Liga Süd (2. Liga) |
| 2010/11 | 1. Deutsche Wasserball-Liga (1. Liga) sowie Oberliga Bayern (3. Liga)        |
| 2011/12 | 1. Deutsche Wasserball-Liga (1. Liga) sowie Oberliga Bayern (3. Liga)        |
| 2012/13 | 1. Deutsche Wasserball-Liga (1. Liga) sowie Oberliga Bayern (3. Liga)        |
| 2013/14 | 1. Deutsche Wasserball-Liga (1. Liga) sowie Oberliga Bayern (3. Liga)        |

### Jugendarbeit
Der SV Weiden verfügt seit der Jahrtausendwende über eine der besten Jugendausbildungen in Deutschland. Seit 2000 holte der Schwimmverein bereits fünf Medaillen bei deutschen Jugendmeisterschaften und kam bislang auf elf Endrunden-Teilnahmen (sechs besten Teams Deutschlands). Nach Endrundenteilnahmen seit 2000 ist der SV Weiden auf Platz 6 der erfolgreichsten deutschen Wasserballvereine in der Jugend.
Des Weiteren konnte die Abteilung bereits zahlreiche Jugend-, Junioren-, U20- und A-Nationalspieler hervorbringen, die unter anderem an Europameisterschaften, Weltmeisterschaften und Universiaden teilnahmen.
 Übersicht nationale Medaillen Jugend 
| Jahr |                                                            |
| ---- | ---------------------------------------------------------- |
| 2000 | Deutscher Vize-Meister C-Jugend (Jahrgang 1986 und jünger) |
| 2001 | 3. Deutscher Meister C-Jugend (Jahrgang 1987 und jünger)   |
| 2004 | 3. Deutscher Meister B-Jugend (Jahrgang 1986 und jünger)   |
| 2005 | 3. Deutscher Meister D-Jugend (Jahrgang 1992 und jünger)   |
| 2007 | Deutscher Vize-Meister C-Jugend (Jahrgang 1992 und jünger) |

Dazu 39 süddeutsche (12× Gold, 17× Silber, 10× Bronze) und 56 bayerische Medaillen (31× Gold, 23× Silber, 2× Bronze) (Stand: August 2011).

## Schwimmen
Die Schwimmabteilung hat Erfolge in verschiedenen Altersklassen vorzuweisen. Neben Titel als Oberpfalz-, Bayerischer und Deutscher Meister verbuchte der SVW auch schon Europameister in seinen Reihen.

## Eissport
Die Eisstockschützen nutzen nicht nur das Eisstadion, sondern auch Asphaltbahnen im Schätzlerbad.